# Nikhil Banerjee
Pour les articles homonymes, voir Banerjee.
Nikhil Banerjee (en bengalî: নিখিল ব্যানার্জী) est l'un des plus grands joueurs de sitar de la seconde moitié du XXe siècle. Il est né le 14 octobre 1931 et mort le 27 janvier 1986.

## Biographie
Avec Ravi Shankar, Vasant Rai et Ali Akbar Khan, il a été l'élève de Baba Allauddin Khan de l'école dite du Maihar gharânâ.

## Discographie
- Nikhil Banerjje from the concert hall ( Calcutta ) 1979 EMI ECSD 2600...